# HMS Hälsingland (Hgd)
HMS Hälsingland (Hgd) var en svensk ubåt byggd på Kockums och sjösatt 1987 som andra av fyra ubåtar i Västergötland-klassen.

## Prestanda
Ubåten drivs med en elmotor som tar sin energi från två stora batteripaket. För laddning finns två Hedemoradieslar om vardera 810 kW. Fram till 2005 var fartyget rustat och ingick i 1. ubåtsflottiljen med bas i Karlskrona. 

## Besparingar, avveckling, försäljning, uppgradering
I och med försvarsbeslutet 2004 skulle antalet ubåtar reduceras till fyra, varvid Hälsingland avrustades under 2005. Under 2005 tecknades ett avtal mellan Sverige och Singapore om att sälja Västergötland och Hälsingland till singaporianska flottan. Detta köp genomfördes 2011-2013. Hälsingland heter numera RSS Archer och Västergötland har fått namnet RSS Swordsman.